# Тостат
Тоста́т (фр. Tostat, окс. Tostac) — коммуна во Франции, находится в регионе Юг — Пиренеи. Департамент — Верхние Пиренеи. Входит в состав кантона Рабастенс-де-Бигор. Округ коммуны — Тарб.
Код INSEE коммуны — 65446.

## География
Коммуна расположена приблизительно в 640 км к югу от Парижа, в 115 км западнее Тулузы, в 12 км к северу от Тарба.
Коммуна расположена в местности Бигорр. На востоке коммуны протекает река Оль, а на западе — река Адур.

## Климат
Климат умеренно-океанический с солнечной тёплой погодой и обильными осадками на протяжении практически всего года.

## Население
Население коммуны на 2010 год составляло 455 человек.
| 1962 | 1968 | 1975 | 1982 | 1990 | 1999 | 2010 |
| ---- | ---- | ---- | ---- | ---- | ---- | ---- |
| 359  | 338  | 376  | 511  | 499  | 423  | 455  |

## Администрация
| Период | Период | Фамилия       | Партия                              | Примечания |
| ------ | ------ | ------------- | ----------------------------------- | ---------- |
| 1986   | 2020   | Бернар Люссан | Французская коммунистическая партия |            |

## Экономика
В 2010 году среди 303 человек трудоспособного возраста (15-64 лет) 198 были экономически активными, 105 — неактивными (показатель активности — 65,3 %, в 1999 году было 65,0 %). Из 198 активных жителей работали 169 человек (92 мужчины и 77 женщин), безработных было 29 (11 мужчин и 18 женщин). Среди 105 неактивных 21 человек были учениками или студентами, 63 — пенсионерами, 21 были неактивными по другим причинам.

## Достопримечательности
- Церковь Св. Мартина
- Замок Тостат (1760 год). Исторический памятник с 1987 года[4]

## Фотогалерея
- Церковь Св. Мартина
- Замок Тостат
- Карта коммуны